# Огар, Йоланта
Йоланта Огар (пол. Jolanta Ogar; род. 28 апреля 1982, Бжеско, Малопольское воеводство) — польская яхтсменка, серебряный призёр Олимпийских игр 2020 в Токио, участница трёх летних Олимпийских игр в соревнованиях в классе 470, двукратная чемпионка мира. В период с 2013 по 2016 год выступала за сборную Австрии.

## Биография
На взрослых чемпионатах мира Огар дебютировала в 2007 году на первенстве в португальском городе Кашкайш. Партнёршей польской яхтсменки стала Катажина Тылиньская. По итогам соревнований в классе 470 польский экипаж занял 53-е место. На последующих четырёх мировых чемпионатах польские спортсменки занимали места за пределами первой тридцатки.
В июле 2012 года вместе с Агнешкой Скшипулец приняла участие в летних Олимпийских играх в Лондоне. На Играх польские спортсменки выступали очень нестабильно, чередуя высокие результаты с неудачными. Огар и Скшипулец выступали в соревнованиях в классе 470. Лучшим результатом для них стало 2-е место, завоёванное в 6-й гонке, однако даже этого не хватило, чтобы попасть в число 10-ти сильнейших экипажей, которые приняли участие в медальной гонке. По итогам 10-ти гонок Огар и Скшипулец набрали 98 баллов и заняли общее 12-е место.
Вскоре после окончания Игр Огар сменила гражданство и стала выступать за сборную Австрии. Новой партнёршей Огар стала Лара Вадлау. Первым крупным успехом в карьере нового экипажа стала победа в открытом чемпионате Северной Америки. Летом 2013 года австрийский экипаж стал бронзовым призёром чемпионата Европы и вторым на мировом первенстве во французском Ла-Рошели. 2014 год стал самым успешным в карьере Огар. За один сезон Огар и Вадлау золотые медали чемпионатов Европы, мира, а также одержали победу в финале Кубка мира в Абу-Даби. По итогам 2014 года экипаж Огар и Вадлау получил престижную национальную награду, как лучшая команда года Австрии. В октябре 2015 года Огар и Вадлау во второй раз стали чемпионками мира, а также стали серебряными призёрами финала Кубка мира.
С 2018 года вновь стала выступать за Польшу вместе с Агнешкой Скшипулец.

## Награды
- Команда года в Австрии: 2014 (вместе с Ларой Вадлау)